# Balthasar Geyder
Balthasar Geyder, auch: Geider; (* 8. März 1681 in Nördlingen; † 4. Juli 1767 in Radis) war ein deutscher Theologe und Autor.

## Leben
Balthasar Geyder wurde 1681 in Nördlingen als Sohn des Ratsherrn und Vorstehers der Gerberzunft in Nördlingen Balthasar Geyder geboren. Er besuchte die Lateinschule seiner Vaterstadt. Im Anschluss bezog er das Gymnasium in Ulm und immatrikulierte sich am 3. Juni 1702 an der Wittenberger Universität.
In Wittenberg nahm er ein Studium der Philosophie mit theologischer Ausrichtung auf und absolvierte die gesamte Bandbreite der Artes liberales. Seine bekanntesten Lehrer jener Zeit waren Konrad Samuel Schurzfleisch in Rhetorik, Heinrich Leonhard Schurzfleisch in Geschichte, Johann Baptist Röschel in Physik, Georg Friedrich Schröer in Logik und auch Georg Wilhelm Kirchmaier in der griechischen Sprache und Literatur.
Am 30. April 1708 erwarb Geyder unter Johann Georg Neumann mit seiner Arbeit de fide aliena den akademischen Grad eines Magisters. Nachdem er unter Johann Heinrich Feustking mit de praepostera moralitate theologisch disputiert hatte, ging Geyder 1710 als Pastor nach Radis. Dort unterstanden ihm unter anderem auch die Gemeinden in Schleesen und Uthausen, die er bis zu seinem Lebensende seelsorgerisch betreute.

## Familie
Geyder vermählte sich 1717 in Radis mit Theodora Sophia (* um 1700 in Wittenberg; † 21. September 1729 in Radis), der Tochter des Wittenberger Stadtrichters und späteren Bürgermeisters Laurentius Kettner (* 11. Januar 1667 in Coswig; † 11. Mai 1735 in Wittenberg). Aus dieser Ehe sind vier Söhne und eine Tochter hervorgegangen. Bekannt sind:
- Balthasar Geyder (* Radis 1719, 12. Juni 1732 Gymnasium Grimma, 27. Juni 1738 UWB, 17. Oktober 1740 Mag., 1746 Pf. Mertendorf (Marinsdorf), 1768 Pf. In Großzschocher bei Leipzig; † 17. April 1796 als emeritus[2])
- Johanna Dorothea Geyder (* 1722)
- Johann Theodor Geyder (* 1724, 16. Juni 1745 UWB, 17. Oktober 1748 Mag.)
- Christian Leberecht Geyder (* 1726 Pf. Siebenlehn, 16. Juni 1745 UWB, 30. April 1751 Mag.)
- Adam Kaspar Geyder (* 1729, 22. April 1747 UWB, 29. April 1752 Mag. Pf. Schandau)

## Werke
1. Diss. de bona intentione, plerorumque omnium sectariorum asylo. Wittenberg 1706
2. Diss. de fide aliena. Wittenberg 1708
3. Acclamatio pia et sincera ad Doct. et Prof. Theol. Jo. Henr. Feustking. Wittenberg 1710
4. Diss. de praepostera mora-litate.
5. Vom ewigen Leben unter dem Bilde des Frühlings, über Ps. 16; eine Leichenpredigt. 1715
6. Der vom König aller Könige in seine Kammer geführte Kammerherr, über Hohelied 1, 4. 1717
7. Der von Gott auf seinem Siech- und Sterbebette erquickte Patient, über Hiob 19, 25; eine Leichenpredigt. 1726
8. Die himmlische Freude, unter dem Gleichniss einer fröhlichen Erndte, über Ps. 126, 5. 6; eine Leichenpredigt. 1726
9. Die Augsburgische Confession; mit Dilherrn's historischen Bericht. Wittenberg 1730